# Köyliö
Köyliö (in svedese Kjulo) era un comune finlandese, avente 2750 abitanti a fine 2012, situato nella regione del Satakunta. A partire dal 1º gennaio 2016, gestente Seppo Saarinen, fu aggregato al comune di Säkylä.